# NASCAR Craftsman Truck Series

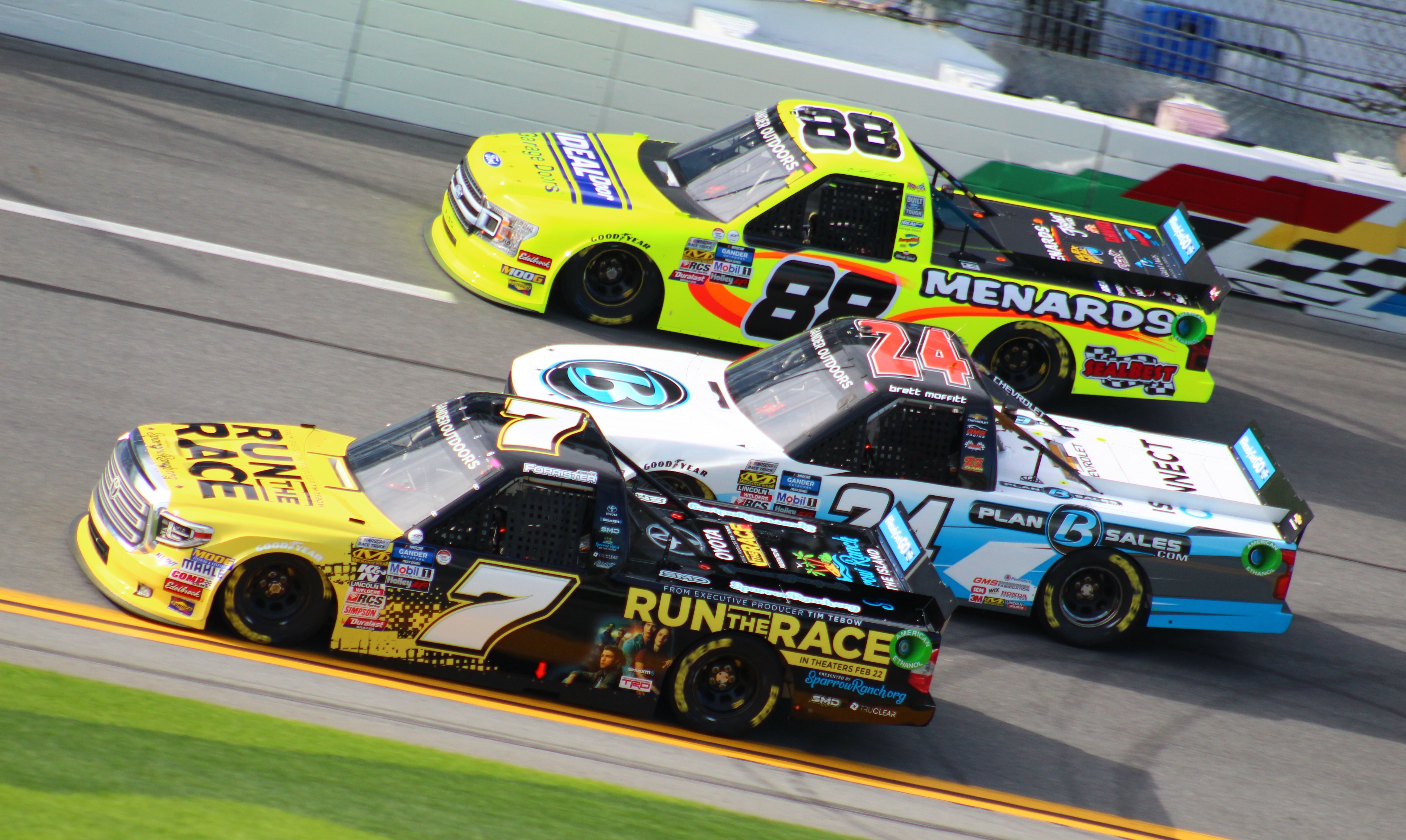
Auto della Truck Series durante una gara

La NASCAR Craftsman Truck Series è una serie di pickup da corsa di proprietà e gestita dalla National Association for Stock Car Auto Racing,  ed è l'unica serie in tutta la NASCAR a correre con pickup di fabbrica modificati.
La serie è una delle tre divisioni nazionali di NASCAR, classificandosi come terzo livello dietro la NASCAR Xfinity Series, di secondo livello e la NASCAR Cup Series di primo livello. Camping World è stato il principale sponsor della competizione dal 2009 al 2018, per poi tornare nel 2021 ma interrompendo la sponsorship a fine 2022; ha sostituito Craftsman, che ha ricoperto quel ruolo dal 1996 al 2008 e tornerà come main sponsor dal 2023.
La serie era precedentemente chiamata NASCAR SuperTruck Series nel 1995, NASCAR Craftsman Truck Series dal 1996 al 2008, NASCAR Camping World Truck Series dal 2009 al 2018 e NASCAR Gander Outdoors Truck Series nel 2019 e Gander RV & Outdoors Truck Series nel 2020. Il nome della serie è tornato a Camping World Truck Series a partire dal 2021.
Stanley Black & Decker assumerà il ruolo di sponsor della serie nel 2023 e marchierà la serie come Craftsman, che hanno acquisito nel 2017.

## Caratteristiche auto
- Telaio: telaio in tubo d'acciaio con roll bar di sicurezza, deve essere standard NASCAR
- Cilindrata del motore: 5,86 L (358 cu in) Pushrod V8
- Cambio: manuale a 4 marce
- Peso: minimo (1.451 kg) senza conducente e carburante; Minimo (1.542 kg) con conducente e carburante
- Potenza: 650–700 CV (480–520 kW) illimitata, ≈450 CV (340 kW) limitata
- Coppia: 700 Nm
- Carburante: Sunoco 93 MON, 104 RON, 98 AKI 85% benzina senza piombo + Sunoco Green Ethanol E15 15%
- Capacità carburante: 68 litri
- Erogazione carburante: carburazione
- Rapporto di compressione: 12:1
- Aspirazione: Aspirato naturalmente
- Dimensioni del carburatore: 390 piedi cubi al minuto (184 litri al secondo) 4 barili
- Interasse: 2.845 mm
- Sterzo: Potenza, ricircolo di sfere
- Gomme: Slick (tutti i circuiti tranne Eldora Speedway), dirt (solo Eldora) e rain (percorsi su strada solo se in condizioni di pioggia) forniti da Goodyear Eagle
- Lunghezza: 5.245 mm
- Altezza: 1.524 mm
- Larghezza: 2.032 mm
- Dotazioni di sicurezza: dispositivo HANS, cintura di sicurezza a 6 punti fornita da Willans

## Costruttori presenti
FCA USA (Chrysler)
- Dodge Ram: 1995–2011

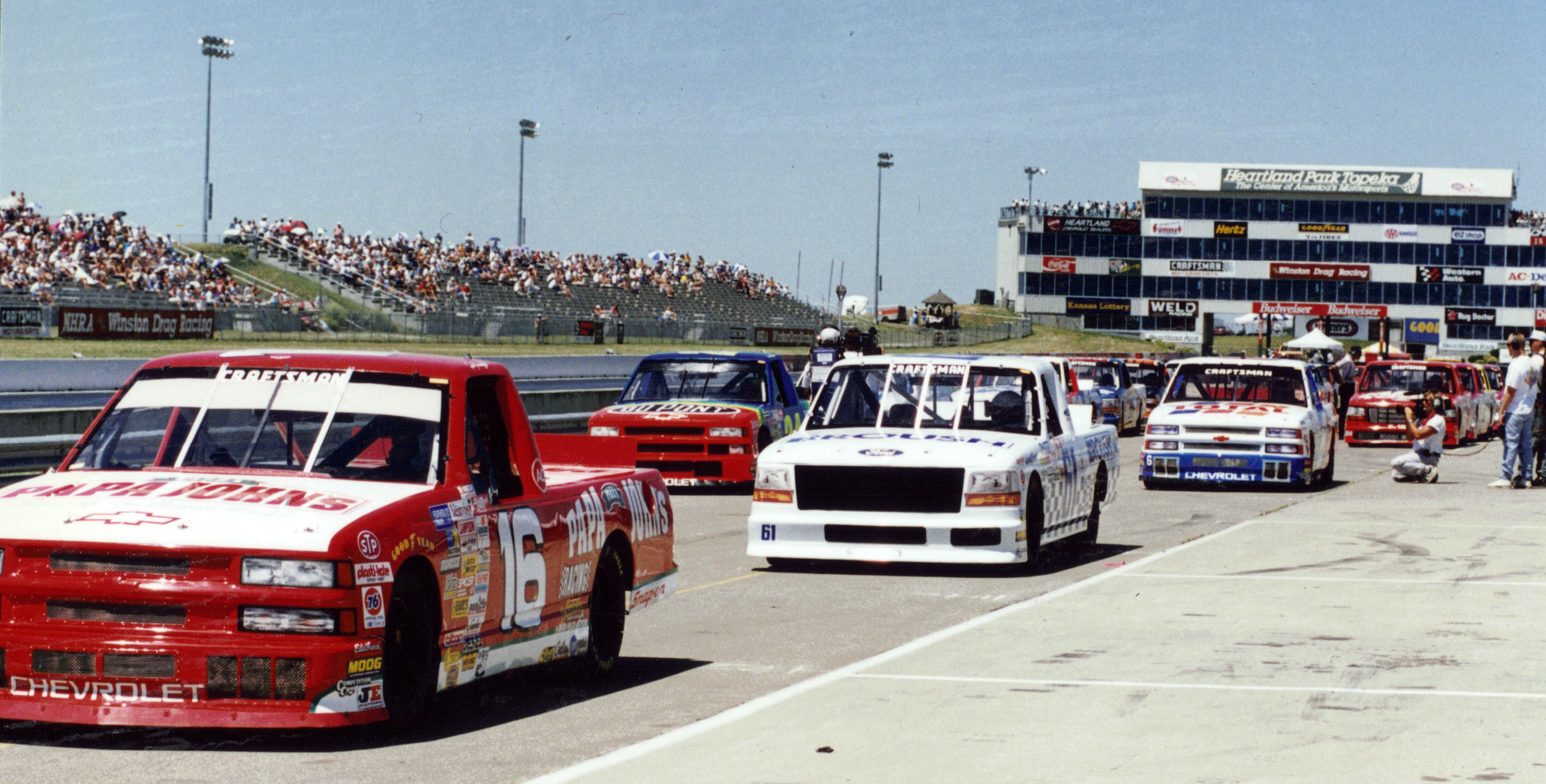
I pick-up da corsa

- Ram: 2012–2016 (nessun supporto di fabbrica dopo il 2013)

Ford
- Ford F-150: 1995-oggi

General Motors
- Chevrolet C/K: 1995–1997
- Chevrolet Silverado: 1998-oggi

Toyota
- Toyota Tundra: 2004-oggi

## Albo d'oro
| Anno                              | Gare              | Campioni             | Costruttore vincitore | Team Campione                           | Rookie of the Year                 | Pilota più popolare  |
| SuperTruck Series                 | SuperTruck Series | SuperTruck Series    | SuperTruck Series     | SuperTruck Series                       | SuperTruck Series                  | SuperTruck Series    |
| --------------------------------- | ----------------- | -------------------- | --------------------- | --------------------------------------- | ---------------------------------- | -------------------- |
| 1995                              | 20                | Mike Skinner         | Chevrolet             | No. 3 (Richard Childress Racing)        | Non assegnato nella prima stagione | Butch Miller         |
| Craftsman Truck Series            |                   |                      |                       |                                         |                                    |                      |
| 1996                              | 24                | Ron Hornaday Jr.     | Chevrolet             | No. 16 (Dale Earnhardt, Inc.)           | Bryan Reffner                      | Jimmy Hensley        |
| 1997                              | 26                | Jack Sprague         | Chevrolet             | No. 24 (Hendrick Motorsports)           | Kenny Irwin Jr.                    | Ron Hornaday Jr.     |
| 1998                              | 27                | Ron Hornaday Jr. (2) | Chevrolet             | No. 16 (Dale Earnhardt, Inc.) (2)       | Greg Biffle                        | Stacy Compton        |
| 1999                              | 25                | Jack Sprague (2)     | Ford                  | No. 24 (Hendrick Motorsports) (2)       | Mike Stefanik                      | Dennis Setzer        |
| 2000                              | 24                | Greg Biffle          | Ford (2)              | No. 50 (Roush Racing)                   | Kurt Busch                         | Greg Biffle          |
| 2001                              | 24                | Jack Sprague (3)     | Dodge                 | No. 24 (Hendrick Motorsports) (3)       | Travis Kvapil                      | Joe Ruttman          |
| 2002                              | 22                | Mike Bliss           | Chevrolet             | No. 16 (Xpress Motorsports)             | Brendan Gaughan                    | David Starr          |
| 2003                              | 25                | Travis Kvapil        | Dodge                 | No. 16 (Xpress Motorsports) (2)         | Carl Edwards                       | Brendan Gaughan      |
| 2004                              | 25                | Bobby Hamilton       | Dodge (3)             | No. 4 (Bobby Hamilton Racing)           | David Reutimann                    | Steve Park           |
| 2005                              | 25                | Ted Musgrave         | Chevrolet             | No. 1 (Ultra Motorsports)               | Todd Kluever                       | Ron Hornaday Jr.     |
| 2006                              | 25                | Todd Bodine          | Toyota                | No. 30 (Germain Racing)                 | Erik Darnell                       | Johnny Benson Jr.    |
| 2007                              | 25                | Ron Hornaday Jr. (3) | Toyota                | No. 33 (Kevin Harvick Incorporated)     | Willie Allen                       | Johnny Benson Jr.    |
| 2008                              | 25                | Johnny Benson Jr.    | Toyota                | No. 23 (Bill Davis Racing)              | Colin Braun                        | Johnny Benson Jr.    |
| Camping World Truck Series        |                   |                      |                       |                                         |                                    |                      |
| 2009                              | 25                | Ron Hornaday Jr. (4) | Toyota                | No. 33 (Kevin Harvick Incorporated) (2) | Johnny Sauter                      | Ricky Carmichael     |
| 2010                              | 25                | Todd Bodine (2)      | Toyota                | No. 18 (Kyle Busch Motorsports)         | Austin Dillon                      | Narain Karthikeyan   |
| 2011                              | 25                | Austin Dillon        | Chevrolet             | No. 2 (Kevin Harvick Incorporated) (3)  | Joey Coulter                       | Austin Dillon        |
| 2012                              | 22                | James Buescher       | Chevrolet             | No. 31 (Turner Scott Motorsports)       | Ty Dillon                          | Nelson Piquet Jr.    |
| 2013                              | 22                | Matt Crafton         | Toyota                | No. 51 (Kyle Busch Motorsports) (2)     | Ryan Blaney                        | Ty Dillon            |
| 2014                              | 22                | Matt Crafton (2)     | Toyota                | No. 51 (Kyle Busch Motorsports) (3)     | Ben Kennedy                        | Ryan Blaney          |
| 2015                              | 23                | Erik Jones           | Toyota                | No. 4 (Kyle Busch Motorsports) (4)      | Erik Jones                         | John Hunter Nemechek |
| 2016                              | 23                | Johnny Sauter        | Toyota                | No. 9 (Kyle Busch Motorsports) (5)      | William Byron                      | Tyler Reddick        |
| 2017                              | 23                | Christopher Bell     | Toyota                | No. 4 (Kyle Busch Motorsports) (6)      | Chase Briscoe                      | Chase Briscoe        |
| 2018                              | 23                | Brett Moffitt        | Chevrolet             | No. 16 (Hattori Racing Enterprises)     | Myatt Snider                       | Noah Gragson         |
| Gander Outdoors Truck Series      |                   |                      |                       |                                         |                                    |                      |
| 2019                              | 23                | Matt Crafton (3)     | Toyota                | No. 51 (Kyle Busch Motorsports) (7)     | Tyler Ankrum                       | Ross Chastain        |
| Gander RV & Outdoors Truck Series |                   |                      |                       |                                         |                                    |                      |
| 2020                              | 23                | Sheldon Creed        | Chevrolet (10)        | No. 2 (GMS Racing)                      | Zane Smith                         | Zane Smith           |
| Camping World Truck Series        |                   |                      |                       |                                         |                                    |                      |
| 2021                              | 22                | Ben Rhodes           | Toyota (12)           | No. 99 (ThorSport Racing)               | Chandler Smith                     | Hailie Deegan        |
| 2022                              | 23                | Zane Smith           | Toyota (13)           | No. 38 (Front Row Motorsports)          | Corey Heim                         | Hailie Deegan (2)    |
| Craftsman Truck Series            |                   |                      |                       |                                         |                                    |                      |
| 2023                              | 23                | Ben Rhodes (2)       | Chevrolet (11)        | No. 99 (ThorSport Racing)               | Nick Sanchez                       | Hailie Deegan (3)    |
| 2024                              | 23                | Ty Majeski           | Chevrolet (12)        | No. 98 (ThorSport Racing)               | Layne Riggs                        |                      |

- Il pilota in corsivo ha vinto almeno 1 campionato NASCAR Xfinity Series
- Il pilota in grassetto ha vinto almeno 1 campionato NASCAR Cup Series.